# حنان درقاوي
حنان درقاوي، ولدت في 6 يونيو 1971 في طنجة، قاصة وروائية ومترجمة مغربية مقيمة بفرنسا.  تنشر كتاباتها في الصحف المغربية ومجلة الثقافة المغربية ومجلات عربية وفي المواقع الالكترونية. كما تنشر مقالات وترجمات فلسفية. شاركت في العديد من الندوات، ودُرست نصوصها في بعض الجامعات المغربية.      

## حياتها
ولدت الكاتبة بطنجة وتميزت حياتها بالتنقل بين عدة مدن مغربية بحكم وظيفة والدها المعلم: طنجة، تنجداد، ميدلت، ميسور، أزرو، إفران ، الرباط، تمارة، والصويرة .
أكملت دراستها الثانوية في مدينة تمارة والتحقت بجامعة محمد الخامس بالرباط.
حنان درقاوي حاصلة على الإجازة في الآداب، تخصص فلسفة عامة وعلى دبلوم الدراسات المعمقة في الفلسفة،  ودبلوم الأهلية للتدريس في التعليم الثانوي من كلية علوم التربية. عملت أستاذة بالثانوي. عضوة في مجموعة البحث في القصة القصيرة.
عضوة في جمعية مدرسي الفلسفة كذلك. التحقت باتحاد كتاب المغرب في أكتوبر 2001. هاجرت إلى فرنسا عام 2003. واشتغلت بالصحافة في بلاد المهجر، وبعد حصولها على ماجستير علم النفس التحليلي، اشتغلت  كمحللة نفسانية.

## مؤلفاتها
شرعت حنان درقاوي في الكتابة منذ طفولتها وهي تعد من الوجوه البارزة في الكتابة النسائية بالمغرب والترجمة حيث صدرت لها نصوص مترجمة إلى الفرنسية والألمانية. كان أول نص كتبته بعنوان” لحظة ويكون احتراقي”  وأول نص نص نشرته بٱسم “رحيل طريق أخرى” وهو نص فازت عنه بجائزة الطلبة الباحثين في الأدب بالرباط. ومن أعمالها:
- “طيور بيضاء” مجموعة قصصية عن منشورات دار البوكيلي للنشر والتوزيع بالمغرب سنة 1997.
- “تيار هواء” مجموعة قصصية عن منشورات دار الصدى بدبي عام 2003 ؛
- “الخصر والوطن”، رواية عن منشورات دار إفريقيا الشرق بالمغرب سنة 2014.
- “جسر الجميلات” رواية عن منشورات النايا للدراسات والنشر بسوريا سنة 2014 ؛
- "جميلات منتصف الليل”، سنة 2015؛
- "بنت الرباط” (مجموعة قصصية) ؛ 2015؛
- " حياة سيئة .. نساء سعيدات” (مجموعة قصصية)، 2015
- «الحاجة المذهلة إلى الاعتقاد» لجوليا كريستيفا. (ترجمة)، مؤسسة «مؤمنون بلا حدود»، 2019

حصلت  حنان درقاوي على عدة جوائز:
- 1993 : جائزة الطلبة الباحثين في الآداب، كلية الآداب بالرباط- المغرب عن نص “رحيل، طريق آخر”.
- 2001 : جائزة مجلة عائشة بالمغرب عن نص “حبات رمل”.
- 2003 : جائزة الإبداع العربي من دبي – المركز الأول، عن المجموعة القصصية “تيار هواء”.